# Сааре (Тарту)
Са́аре (ест. Saare küla) — село в Естонії, у волості Тарту повіту Тартумаа.

## Населення
Чисельність населення на 31 грудня 2011 року становила 11 осіб.

## Географія
Село розташоване на острові Пійріссаар на Чудському озері.

## Історія
До 25 жовтня 2017 року село входило до складу волості Пійріссааре .